# Biville
Biville is een dorp en voormalige gemeente in de Franse gemeente La Hague in het departement Manche in de regio Normandië. De plaats maakt deel uit van het arrondissement Cherbourg.

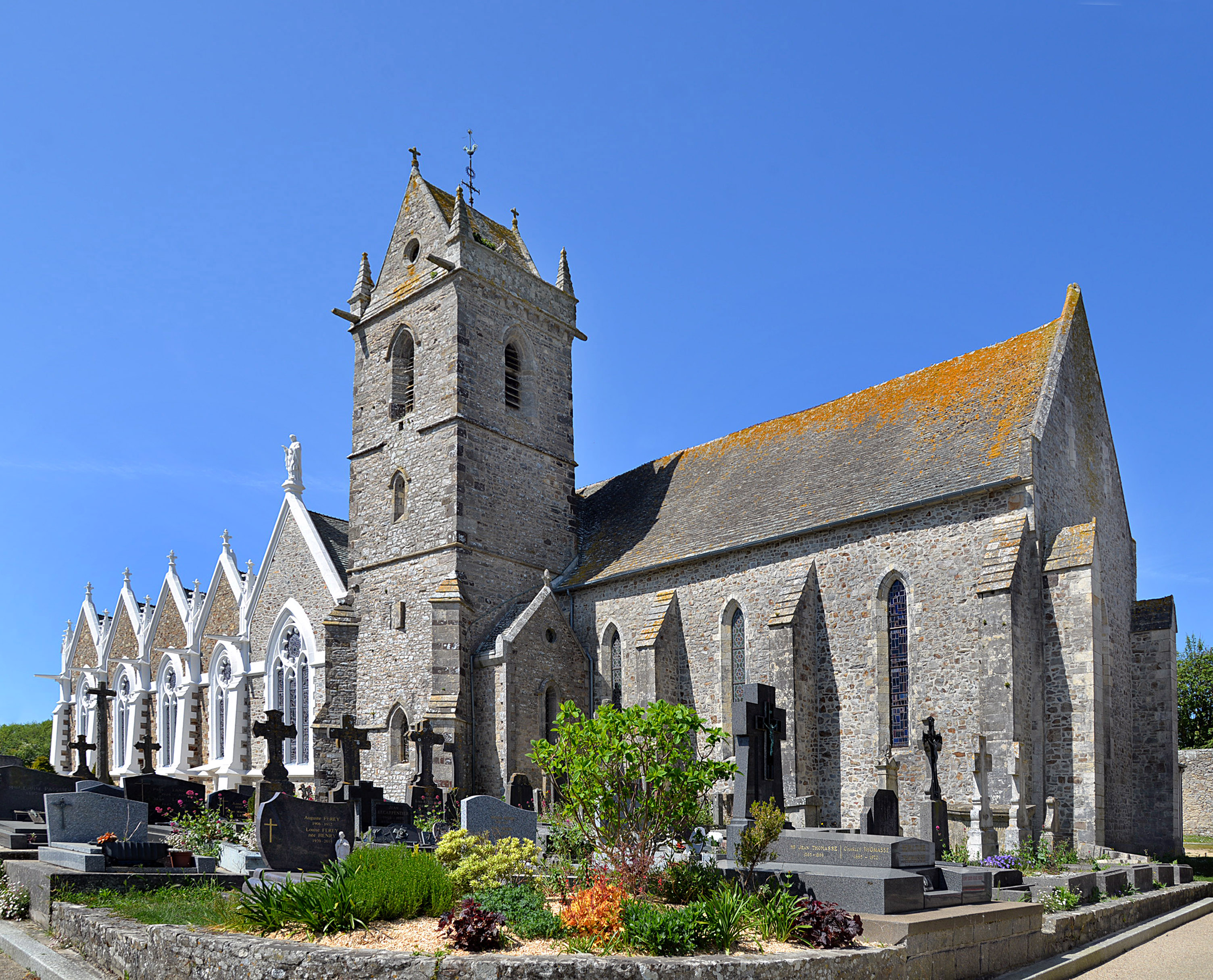
Église Saint-Pierre

## Geschiedenis
De plaats is sinds de middeleeuwen een bedevaartsoord voor de heilige Thomas Hélye die hier aan het einde van de 12e eeuw geboren werd. In de 13e eeuw kreeg Biville een nieuwe, grotere kerk om de relieken van de heilige te ontvangen. Vooral vanaf de 15e eeuw kenden de bedevaarten veel succes.
Toen het kanton Beaumont-Hague op 22 maart 2015 werd opgeheven gingen de gemeenten op in het op die dag opgerichte kanton La Hague, dat verder alleen Querqueville omvatte. Op 1 januari 2017 fuseerden de gemeenten van het voormalige kanton tot de huidige commune nouvelle La Hague.

## Geografie
De oppervlakte van Biville bedraagt 8,7 km², de bevolkingsdichtheid is 54,8 inwoners per km².
Biville ligt aan Het Kanaal op het schiereiland Cotentin.
De onderstaande kaart toont de ligging van Biville met de belangrijkste infrastructuur en aangrenzende gemeenten.

## Bezienswaardigheden
- De Église Saint-Pierre

## Demografie
Onderstaande figuur toont het verloop van het inwonertal (bron: INSEE-tellingen).

## Geboren
- Thomas Hélye (jaren 1180-1257), heilige